# Edgar Froese
Edgar Wilmar Froese (født 6. juni 1944, død 20. januar 2015) var en tysk kunstner og elektronisk musikpioner, som er bedst kendt for at være grundlægger af den elektroniske musikgruppe Tangerine Dream.
Froese blev født i Tilsit, Østpreussen (i dag i Kaliningrad-provinsen, Rusland) under anden verdenskrig. Han tog klaverundervisning som 12-årig og begyndte at spille guitar som 15-årig. Efter tidligt at have udvist sans for kunst blev Froese optaget på kunstakademiet i Vestberlin for at studere maleri og skulptur.
I 1965 dannede han et band kaldet The Ones, som spillede rock- og R&B-standarder. Da de spillede i Spanien, blev de inviteret til at optræde på Salvador Dalís villa i Cadaqués. Dette indflydelsesrige møde med Dali inspirerede ham til at forfølge mere eksperimenterende retninger med sin musik.
The Ones blev opløst i 1967 efter kun at have udgivet en enkelt plade ("Lady Greengrass"/"Love of Mine"). 
Efter hjemkomsten til Berlin begyndte Froese at rekruttere musikere til sit "fri-rock band", der skulle blive til Tangerine Dream. Især i 1970'erne og 1980'erne var gruppen pioner og nyskaber inden for den elektroniske pop- og rockscene. Gruppen er trods adskillige udskiftninger stadig aktiv, og Edgar Froese var helt frem til sin død den store drivkraft.
Edgar Froese var erklæret ikke-ryger, ikke stofmisbruger og vegetar.